# Christiane Jolissaint
Christiane Jolissaint (née le 12 septembre 1961) est une joueuse de tennis suisse, professionnelle dans les années 1980.
Elle a atteint le 28e rang mondial en simple le 5 décembre 1983, atteignant une seule finale sur le circuit WTA en 1980. Elle a été plus prolifique en double dames en remportant six titres et en occupant le 26e rang mondial le 23 mai 1988. En Grand Chelem, elle n'a jamais dépassé le troisième tour en simple (1/8 de finale en 1984 à l'Australie Open) mais elle a atteint les demi-finales de l'US Open en double dames en 1984. Elle a régulièrement joué pour l'équipe suisse en Coupe de la Fédération, participant notamment à deux demi-finales en 1981 et 1983.

## Palmarès

### Titre en simple dames
Aucun

### Finale en simple dames
| No | Date       | Nom et lieu du tournoi           | Catégorie | Dotation | Surface    | Vainqueure       | Score         |          |
| -- | ---------- | -------------------------------- | --------- | -------- | ---------- | ---------------- | ------------- | -------- |
| 1  | 04-02-1980 | Avon Futures of Calgary, Calgary | Futures   | 25 000 $ | Dur (int.) | Regina Maršíková | 4-6, 7-6, 6-2 | Parcours |

### Titres en double dames
| No | Date       | Nom et lieu du tournoi                 | Catégorie   | Dotation  | Surface         | Partenaire         | Finalistes                          | Score         |          |
| -- | ---------- | -------------------------------------- | ----------- | --------- | --------------- | ------------------ | ----------------------------------- | ------------- | -------- |
| 1  | 26-01-1981 | Avon Futures of Roanoke Roanoke        | Futures     | 30 000 $  | Moquette (int.) | Marcella Mesker    | Kateřina Skronská Marcela Skuherská | 6-1, 3-6, 6-1 | Parcours |
| 2  | 09-02-1981 | Avon Futures of Columbus Columbus (OH) | Futures     | 30 000 $  | Dur (int.)      | Marcella Mesker    | Rene Blount Jane Stratton           | 6-3, 6-4      | Parcours |
| 3  | 16-02-1981 | Avon Futures of Nashville Nashville    | Futures     | 30 000 $  | Moquette (int.) | Marcella Mesker    | Marjorie Blackwood Susan Leo        | 6-3, 6-3      | Parcours |
| 4  | 09-05-1983 | Swiss Open Lugano                      |             | 100 000 $ | Terre (ext.)    | Marcella Mesker    | Petra Delhees Pat Medrado           | 6-2, 3-6, 7-5 | Parcours |
| 5  | 23-01-1984 | Ginny of Pittsburgh Pittsburgh         | VS Tour C1+ | 50 000 $  | Moquette (int.) | Marcella Mesker    | Anna Maria Fernández Trey Lewis     | 7-6, 6-4      | Parcours |
| 6  | 07-05-1984 | Swiss Open Lugano                      | VS Tour C2  | 100 000 $ | Terre (ext.)    | Marcella Mesker    | Iva Budařová Marcela Skuherská      | 6-4, 6-3      | Parcours |
| 7  | 04-01-1988 | New South Wales Open Sydney            | Tier IV     | 200 000 $ | Gazon (ext.)    | Ann Henricksson    | Claudia Kohde-Kilsch Helena Suková  | 7-6, 4-6, 6-3 | Parcours |
| 8  | 16-05-1988 | European Open Genève                   | Tier V      | 100 000 $ | Terre (ext.)    | Dinky Van Rensburg | Maria Lindström Claudia Porwik      | 6-1, 6-3      | Parcours |

### Finales en double dames
| No | Date       | Nom et lieu du tournoi                | Catégorie | Dotation | Surface         | Vainqueures                    | Partenaire        | Score    |          |
| -- | ---------- | ------------------------------------- | --------- | -------- | --------------- | ------------------------------ | ----------------- | -------- | -------- |
| 1  | 01-04-1981 | Avon Futures Championships Boise      | Futures   | 50 000 $ | Moquette (int.) | Sherry Acker Paula Smith       | Marcella Mesker   | 7-5, 7-6 | Parcours |
| 2  | 31-12-1984 | Ginny Championships Port Sainte-Lucie |           | NC       | Dur (int.)      | Betsy Nagelsen Paula Smith     | Marcella Mesker   | 6-3, 6-4 | Parcours |
| 3  | 30-11-1987 | Argentinian Open Buenos Aires         |           | 50 000 $ | Terre (ext.)    | Mercedes Paz Gabriela Sabatini | Jill Hetherington | 6-2, 6-2 | Parcours |

## Parcours en Grand Chelem

### En simple dames
| Année | Open d'Australie (janvier) | Open d'Australie (janvier) | Internationaux de France | Internationaux de France | Wimbledon       | Wimbledon       | US Open         | US Open         | Open d'Australie (décembre) | Open d'Australie (décembre) |
| ----- | -------------------------- | -------------------------- | ------------------------ | ------------------------ | --------------- | --------------- | --------------- | --------------- | --------------------------- | --------------------------- |
| 1980  | n/a                        | n/a                        | 1er tour (1/32)          | Caroline Stoll           | 2e tour (1/32)  | Chris Evert     | 1er tour (1/64) | F. Thibault     | 1er tour (1/32)             | Sue Saliba                  |
| 1981  | n/a                        | n/a                        | 1er tour (1/64)          | Petra Delhees            | 2e tour (1/32)  | Mima Jaušovec   | -               | -               | -                           | -                           |
| 1982  | n/a                        | n/a                        | -                        | -                        | -               | -               | -               | -               | 1er tour (1/32)             | Rosalyn Fairbank            |
| 1983  | n/a                        | n/a                        | 2e tour (1/32)           | Chris Evert              | 2e tour (1/32)  | Anne Minter     | 1er tour (1/64) | Virginia Wade   | -                           | -                           |
| 1984  | n/a                        | n/a                        | 1er tour (1/64)          | M. Skuherská             | 2e tour (1/32)  | Carina Karlsson | 1er tour (1/64) | Kathy Jordan    | 3e tour (1/8)               | Sophie Amiach               |
| 1985  | n/a                        | n/a                        | 3e tour (1/16)           | Sandra Cecchini          | 1er tour (1/64) | Stephanie Rehe  | 1er tour (1/64) | Mary Lou Piatek | 2e tour (1/16)              | Amanda Tobin                |
| 1986  | n/a                        | n/a                        | 1er tour (1/64)          | Andrea Temesvári         | 1er tour (1/64) | G. Sabatini     | 1er tour (1/64) | C. Kohde-Kilsch | n/a                         | n/a                         |
| 1987  | 3e tour (1/16)             | Helena Suková              | -                        | -                        | -               | -               | -               | -               | n/a                         | n/a                         |
| 1988  | 1er tour (1/64)            | Belinda Cordwell           | 2e tour (1/32)           | Lori McNeil              | 2e tour (1/32)  | Elna Reinach    | -               | -               | n/a                         | n/a                         |

À droite du résultat, l’ultime adversaire.

### En double dames
| Année | Open d'Australie (janvier) | Open d'Australie (janvier) | Internationaux de France        | Internationaux de France    | Wimbledon                     | Wimbledon                  | US Open                    | US Open                    | Open d'Australie (décembre) | Open d'Australie (décembre) |
| ----- | -------------------------- | -------------------------- | ------------------------------- | --------------------------- | ----------------------------- | -------------------------- | -------------------------- | -------------------------- | --------------------------- | --------------------------- |
| 1980  | n/a                        | n/a                        | 2e tour (1/8) Petra Delhees     | V. Ruzici Virginia Wade     | 1er tour (1/32) Petra Delhees | Pam Shriver Betty Stöve    | 3e tour (1/8) I. Madruga   | Andrea Jaeger R. Maršíková | 2e tour (1/8) M. Mesker     | B. Nagelsen Navrátilová     |
| 1981  | n/a                        | n/a                        | 1er tour (1/32) M. Mesker       | Sylvia Hanika Andrea Jaeger | 1er tour (1/32) M. Mesker     | B. Potter Sharon Walsh     | -                          | -                          | -                           | -                           |
| 1982  | n/a                        | n/a                        | -                               | -                           | 1er tour (1/32) Petra Delhees | Bettina Bunge Kohde-Kilsch | -                          | -                          | 1/4 de finale M. Mesker     | B. J. King Anne Smith       |
| 1983  | n/a                        | n/a                        | 1er tour (1/32) Petra Delhees   | B. Remilton Naoko Sato      | 2e tour (1/16) Petra Delhees  | B. J. King Chris Evert     | -                          | -                          | -                           | -                           |
| 1984  | n/a                        | n/a                        | 2e tour (1/16) M. Mesker        | Rene Uys Pilar Vásquez      | 2e tour (1/16) M. Mesker      | C. Benjamin Raschiatore    | 1/2 finale M. Mesker       | Anne Hobbs W. Turnbull     | 2e tour (1/8) M. Mesker     | Henricksson Robin White     |
| 1985  | n/a                        | n/a                        | 1er tour (1/32) M. Mesker       | Patricia Hy Catrin Jexell   | 1er tour (1/32) M. Mesker     | T. Holladay Mima Jaušovec  | 3e tour (1/8) Anne Hobbs   | H. Mandlíková W. Turnbull  | 1er tour (1/16) Henricksson | Linda Gates A. Moulton      |
| 1986  | n/a                        | n/a                        | 2e tour (1/16) Henricksson      | Iva Budařová M. Skuherská   | 1er tour (1/32) Henricksson   | C. Reynolds Anne Smith     | 2e tour (1/16) Henricksson | Patty Fendick Hetherington | n/a                         | n/a                         |
| 1987  | 2e tour (1/8) H. Ludloff   | Patricia Hy Etsuko Inoue   | -                               | -                           | -                             | -                          | -                          | -                          | n/a                         | n/a                         |
| 1988  | 3e tour (1/8) Henricksson  | Zina Garrison B. Potter    | 1er tour (1/32) A. M. Fernández | K. Horvath Van Rensburg     | 2e tour (1/16) Henricksson    | Lori McNeil B. Nagelsen    | -                          | -                          | n/a                         | n/a                         |

Sous le résultat, la partenaire ; à droite, l’ultime équipe adverse.

### En double mixte
| Année | Open d'Australie (janvier), | Open d'Australie (janvier), | Internationaux de France    | Internationaux de France | Wimbledon                     | Wimbledon                  | US Open | US Open | Open d'Australie (décembre), | Open d'Australie (décembre), |
| ----- | --------------------------- | --------------------------- | --------------------------- | ------------------------ | ----------------------------- | -------------------------- | ------- | ------- | ---------------------------- | ---------------------------- |
| 1981  | n/a                         | n/a                         | -                           | -                        | 1er tour (1/32) C. Dowdeswell | Tanya Harford Kevin Curren | -       | -       | n/a                          | n/a                          |
| 1983  | n/a                         | n/a                         | -                           | -                        | 3e tour (1/8) C. Dowdeswell   | Pam Shriver Fred Stolle    | -       | -       | n/a                          | n/a                          |
| 1985  | n/a                         | n/a                         | 3e tour (1/8) Z. Kuhárszky  | Penny Barg Steve Meister | 3e tour (1/8) Z. Kuhárszky    | Kathy Jordan M. Edmondson  | -       | -       | n/a                          | n/a                          |
| 1986  | n/a                         | n/a                         | 1er tour (1/32) M. Schapers | Mariana Pérez Raúl Viver | 2e tour (1/16) Jakob Hlasek   | Elna Reinach M. Robertson  | -       | -       | n/a                          | n/a                          |
| 1987  | 1/2 finale D. Utzinger      | Anne Hobbs Andrew Castle    | -                           | -                        | -                             | -                          | -       | -       | n/a                          | n/a                          |
| 1988  | -                           | -                           | 1/4 de finale Jim Pugh      | Lori McNeil Jorge Lozano | -                             | -                          | -       | -       | n/a                          | n/a                          |

Sous le résultat, le partenaire ; à droite, l’ultime équipe adverse.

## Parcours aux Masters

### En double dames
| # | Date       | Nom de l'édition                      | ($)     | Surface         | Résultat      | Partenaire      | Ultimes adversaires                | Score    |          |
| - | ---------- | ------------------------------------- | ------- | --------------- | ------------- | --------------- | ---------------------------------- | -------- | -------- |
| 1 | 18/03/1985 | Virginia Slims Championships New York | 500 000 | Moquette (int.) | 1/4 de finale | Marcella Mesker | Claudia Kohde-Kilsch Helena Suková | 6-3, 7-6 | Parcours |

## Parcours en Coupe de la Fédération
| #                                                                             | Date       | Lieu        | Surface      | Gagnante(s)                        | Perdante(s)                          | Score         |          |
|                                                                               |            |             |              |                                    |                                      |               |          |
| 1977 - 1er tour (groupe mondial) - Suisse - Norvège - 2 : 1                   |            |             |              |                                    |                                      |               |          |
| 1                                                                             | 13/06/1977 | Eastbourne  | Herbe (ext.) | Ellen Grindvold Kirsten Robsahm    | C. Jolissaint Monica Simmen          | 6-2, 6-4      | Parcours |
|                                                                               |            |             |              |                                    |                                      |               |          |
| 1977 - 2e tour (groupe mondial) - États-Unis - Suisse - 3 : 0                 |            |             |              |                                    |                                      |               |          |
| 2                                                                             | 13/06/1977 | Eastbourne  | Herbe (ext.) | Billie Jean King                   | C. Jolissaint                        | 6-0, 6-3      | Parcours |
|                                                                               |            |             |              |                                    |                                      |               |          |
| 1979 - 1er tour (groupe mondial) - Danemark - Suisse - 0 : 3                  |            |             |              |                                    |                                      |               |          |
| 3                                                                             | 30/04/1979 | Madrid      | Terre (ext.) | C. Jolissaint                      | Birgitte Hermansen                   | 6-4, 6-2      | Parcours |
| 3                                                                             | 30/04/1979 | Madrid      | Terre (ext.) | Petra Delhees C. Jolissaint        | Dorte Ekner Birgitte Hermansen       | 6-3, 6-3      | Parcours |
|                                                                               |            |             |              |                                    |                                      |               |          |
| 1979 - 2e tour (groupe mondial) - Roumanie - Suisse - 1 : 2                   |            |             |              |                                    |                                      |               |          |
| 4                                                                             | 30/04/1979 | Madrid      | Terre (ext.) | Lucia Romanov                      | C. Jolissaint                        | 6-3, 6-1      | Parcours |
| 4                                                                             | 30/04/1979 | Madrid      | Terre (ext.) | Petra Delhees C. Jolissaint        | Lucia Romanov Mariana Simionescu     | 6-4, 6-2      | Parcours |
|                                                                               |            |             |              |                                    |                                      |               |          |
| 1979 - 1/4 de finale (groupe mondial) - URSS - Suisse - 2 : 1                 |            |             |              |                                    |                                      |               |          |
| 5                                                                             | 30/04/1979 | Madrid      | Terre (ext.) | Natasha Chmyreva Olga Morozova     | Petra Delhees C. Jolissaint          | 6-1, 6-2      | Parcours |
|                                                                               |            |             |              |                                    |                                      |               |          |
| 1980 - 1er tour (groupe mondial) - Danemark - Suisse - 0 : 3                  |            |             |              |                                    |                                      |               |          |
| 6                                                                             | 19/05/1980 | Berlin      | Terre (ext.) | C. Jolissaint                      | Anne-Mette Sorensen                  | 7-5, 6-4      | Parcours |
| 6                                                                             | 19/05/1980 | Berlin      | Terre (ext.) | Petra Delhees C. Jolissaint        | Dorte Ekner Birgitte Hermansen       | 6-3, 5-7, 6-4 | Parcours |
|                                                                               |            |             |              |                                    |                                      |               |          |
| 1980 - 2e tour (groupe mondial) - Suisse - Roumanie - 1 : 2                   |            |             |              |                                    |                                      |               |          |
| 7                                                                             | 19/05/1980 | Berlin      | Terre (ext.) | Lucia Romanov                      | C. Jolissaint                        | 6-1, 6-4      | Parcours |
| 7                                                                             | 19/05/1980 | Berlin      | Terre (ext.) | Petra Delhees C. Jolissaint        | Florenta Mihai Virginia Ruzici       | 7-6, 6-1      | Parcours |
|                                                                               |            |             |              |                                    |                                      |               |          |
| 1981 - 1er tour (groupe mondial) - Grèce - Suisse - 0 : 3                     |            |             |              |                                    |                                      |               |          |
| 8                                                                             | 09/11/1981 | Tokyo       | Terre (ext.) | Petra Delhees C. Jolissaint        | A. Kanellopoúlou Denise Panagopoulou | 6-2, 6-3      | Parcours |
|                                                                               |            |             |              |                                    |                                      |               |          |
| 1981 - 2e tour (groupe mondial) - Taïwan - Suisse - 0 : 3                     |            |             |              |                                    |                                      |               |          |
| 9                                                                             | 09/11/1981 | Tokyo       | Terre (ext.) | Petra Delhees C. Jolissaint        | Ho Chiu-Mei Hsieh Li-Chuan           | 6-0, 6-0      | Parcours |
|                                                                               |            |             |              |                                    |                                      |               |          |
| 1981 - 1/4 de finale (groupe mondial) - Allemagne de l'Ouest - Suisse - 1 : 2 |            |             |              |                                    |                                      |               |          |
| 10                                                                            | 09/11/1981 | Tokyo       | Terre (ext.) | Petra Delhees C. Jolissaint        | Bettina Bunge Iris Riedel            | 6-2, 6-3      | Parcours |
|                                                                               |            |             |              |                                    |                                      |               |          |
| 1981 - 1/2 finale (groupe mondial) - États-Unis - Suisse - 3 : 0              |            |             |              |                                    |                                      |               |          |
| 11                                                                            | 09/11/1981 | Tokyo       | Terre (ext.) | Rosie Casals Kathy Jordan          | Petra Delhees C. Jolissaint          | 6-7, 6-3, 6-4 | Parcours |
|                                                                               |            |             |              |                                    |                                      |               |          |
| 1982 - 1er tour (groupe mondial) - Suisse - Nouvelle-Zélande - 2 : 1          |            |             |              |                                    |                                      |               |          |
| 12                                                                            | 19/07/1982 | Santa Clara | Dur (ext.)   | Petra Delhees C. Jolissaint        | Judy Connor Linda Stewart            | 6-1, 6-0      | Parcours |
|                                                                               |            |             |              |                                    |                                      |               |          |
| 1982 - 2e tour (groupe mondial) - Suisse - Suède - 2 : 1                      |            |             |              |                                    |                                      |               |          |
| 13                                                                            | 19/07/1982 | Santa Clara | Dur (ext.)   | C. Jolissaint                      | Catarina Lindqvist                   | 6-4, 6-1      | Parcours |
| 13                                                                            | 19/07/1982 | Santa Clara | Dur (ext.)   | Catrin Jexell Lena Sandin          | Petra Delhees C. Jolissaint          | 4-6, 6-2, 6-3 | Parcours |
|                                                                               |            |             |              |                                    |                                      |               |          |
| 1982 - 1/4 de finale (groupe mondial) - Suisse - Allemagne de l'Ouest - 0 : 3 |            |             |              |                                    |                                      |               |          |
| 14                                                                            | 19/07/1982 | Santa Clara | Dur (ext.)   | Claudia Kohde-Kilsch               | C. Jolissaint                        | 6-3, 6-0      | Parcours |
| 14                                                                            | 19/07/1982 | Santa Clara | Dur (ext.)   | Bettina Bunge Claudia Kohde-Kilsch | Petra Delhees C. Jolissaint          | 6-4, 6-2      | Parcours |
|                                                                               |            |             |              |                                    |                                      |               |          |
| 1983 - 1er tour (groupe mondial) - Suisse - Bulgarie - 3 : 0                  |            |             |              |                                    |                                      |               |          |
| 15                                                                            | 18/07/1983 | Zurich      | Terre (ext.) | C. Jolissaint                      | Manuela Maleeva                      | 6-4, 4-6, 6-4 | Parcours |
| 15                                                                            | 18/07/1983 | Zurich      | Terre (ext.) | Petra Delhees C. Jolissaint        | Marina Kondova Adriana Velcheva      | 6-2, 6-0      | Parcours |
|                                                                               |            |             |              |                                    |                                      |               |          |
| 1983 - 2e tour (groupe mondial) - Suisse - Roumanie - 2 : 1                   |            |             |              |                                    |                                      |               |          |
| 16                                                                            | 18/07/1983 | Zurich      | Terre (ext.) | Virginia Ruzici                    | C. Jolissaint                        | 7-6, 6-4      | Parcours |
| 16                                                                            | 18/07/1983 | Zurich      | Terre (ext.) | Petra Delhees C. Jolissaint        | Lucia Romanov Virginia Ruzici        | 2-6, 6-3, 7-5 | Parcours |
|                                                                               |            |             |              |                                    |                                      |               |          |
| 1983 - 1/4 de finale (groupe mondial) - Suisse - Australie - 2 : 1            |            |             |              |                                    |                                      |               |          |
| 17                                                                            | 18/07/1983 | Zurich      | Terre (ext.) | C. Jolissaint                      | Wendy Turnbull                       | 6-4, 6-7, 6-1 | Parcours |
| 17                                                                            | 18/07/1983 | Zurich      | Terre (ext.) | Dianne Balestrat Susan Leo         | Petra Delhees C. Jolissaint          | 6-1, 7-6      | Parcours |
|                                                                               |            |             |              |                                    |                                      |               |          |
| 1983 - 1/2 finale (groupe mondial) - Suisse - Allemagne de l'Ouest - 0 : 3    |            |             |              |                                    |                                      |               |          |
| 18                                                                            | 18/07/1983 | Zurich      | Terre (ext.) | Bettina Bunge                      | C. Jolissaint                        | 6-0, 6-3      | Parcours |
| 18                                                                            | 18/07/1983 | Zurich      | Terre (ext.) | Petra Keppeler Eva Pfaff           | Petra Delhees C. Jolissaint          | 6-3, 6-4      | Parcours |
|                                                                               |            |             |              |                                    |                                      |               |          |
| 1984 - 1er tour (groupe mondial) - Hongrie - Suisse - 1 : 2                   |            |             |              |                                    |                                      |               |          |
| 19                                                                            | 16/07/1984 | São Paulo   | Terre (ext.) | Andrea Temesvári                   | C. Jolissaint                        | 6-2, 6-4      | Parcours |
| 19                                                                            | 16/07/1984 | São Paulo   | Terre (ext.) | Lilian Drescher C. Jolissaint      | Éva Rózsavölgyi Andrea Temesvári     | 6-1, 6-2      | Parcours |
|                                                                               |            |             |              |                                    |                                      |               |          |
| 1984 - 2e tour (groupe mondial) - États-Unis - Suisse - 2 : 1                 |            |             |              |                                    |                                      |               |          |
| 20                                                                            | 16/07/1984 | São Paulo   | Terre (ext.) | C. Jolissaint                      | Kathy Jordan                         | 2-6, 6-4, 6-3 | Parcours |
| 20                                                                            | 16/07/1984 | São Paulo   | Terre (ext.) | Kathy Jordan Anne Smith            | Lilian Drescher C. Jolissaint        | 6-4, 6-3      | Parcours |
|                                                                               |            |             |              |                                    |                                      |               |          |
| 1985 - 1er tour (groupe mondial) - Pays-Bas - Suisse - 1 : 2                  |            |             |              |                                    |                                      |               |          |
| 21                                                                            | 08/10/1985 | Nagoya      | Dur (ext.)   | Marcella Mesker                    | C. Jolissaint                        | 6-3, 4-6, 6-4 | Parcours |
| 21                                                                            | 08/10/1985 | Nagoya      | Dur (ext.)   | Lilian Drescher C. Jolissaint      | Marcella Mesker Nanette Schutte      | 6-3, 6-2      | Parcours |
|                                                                               |            |             |              |                                    |                                      |               |          |
| 1985 - 2e tour (groupe mondial) - Tchécoslovaquie - Suisse - 2 : 1            |            |             |              |                                    |                                      |               |          |
| 22                                                                            | 08/10/1985 | Nagoya      | Dur (ext.)   | Hana Mandlíková                    | C. Jolissaint                        | 7-61, 6-1     | Parcours |
| 22                                                                            | 08/10/1985 | Nagoya      | Dur (ext.)   | Hana Mandlíková Helena Suková      | Lilian Drescher C. Jolissaint        | 6-1, 6-2      | Parcours |
|                                                                               |            |             |              |                                    |                                      |               |          |
| 1986 - 1er tour (groupe mondial) - Suisse - Malte - 3 : 0                     |            |             |              |                                    |                                      |               |          |
| 23                                                                            | 22/07/1986 | Prague      | Terre (ext.) | C. Jolissaint                      | Carol Cassar                         | 6-1, 6-1      | Parcours |
| 23                                                                            | 22/07/1986 | Prague      | Terre (ext.) | C. Jolissaint Anne-Marie Ruegg     | Katherine Camilleri Carol Cassar     | 6-4, 3-6, 8-6 | Parcours |
|                                                                               |            |             |              |                                    |                                      |               |          |
| 1986 - 2e tour (groupe mondial) - Tchécoslovaquie - Suisse - 3 : 0            |            |             |              |                                    |                                      |               |          |
| 24                                                                            | 22/07/1986 | Prague      | Terre (ext.) | Hana Mandlíková                    | C. Jolissaint                        | 6-4, 6-1      | Parcours |
| 24                                                                            | 22/07/1986 | Prague      | Terre (ext.) | Andrea Holíková Regina Maršíková   | Céline Cohen C. Jolissaint           | 6-4, 1-6, 9-7 | Parcours |

## Classements WTA

### Classements en simple en fin de saison
| Année | 1983 | 1984 | 1985 | 1986 | 1987 | 1988 |
| Rang  | 31   | 58   | 33   | 130  | 82   | 130  |

Source : (en) « Classements de Christiane Jolissaint », sur le site officiel du WTA Tour

### Classements en double en fin de saison
| Année | 1986 | 1987 | 1988 |
| Rang  | 80   | 78   | 37   |

Source : (en) « Classements de Christiane Jolissaint », sur le site officiel du WTA Tour